# Depósito del Este
Depósito del Este u Oficina Oriental fue una agencia de espionaje y policía secreta de la dinastía Ming dirigida por eunucos. Fue creada por el emperador Yongle.

## Historia
Después de que el emperador Yongle usurpó el trono en 1402 a su sobrino, el emperador Jianwen, intentó retener a los funcionarios que servían en la corte de su predecesor, pero algunos de ellos se opusieron. En 1420, con el fin de suprimir la oposición política, Yongle decidió crear el Depósito del Este (llamado así porque estaba ubicado al este del palacio imperial), una agencia de espionaje y policía secreta dirigida por eunucos. Eran responsables de espiar a funcionarios de cualquier rango, incluidos oficiales militares, académicos, rebeldes y la población en general. El Depósito del Este investigaría y arrestaría a los sospechosos, y luego los entregaría al Jinyiwei (la guardia personal del soberano Ming y policía secreta imperial) para que los interrogara. A finales de la dinastía Ming, el Depósito del Este tenía sus propias fuerzas tácticas y prisiones, y se volvió tan poderoso que incluso a los altos funcionarios se les ordenó postrarse ante los líderes del Depósito. El Depósito del Este duró hasta 1644, cuando cerró con el fin de la dinastía Ming. También hubo un departamento gubernamental llamado Depósito del Oeste (Xichang) establecido por el emperador Chenghua en 1477, originalmente para buscar brujas y hechiceros, pero que se acabó convirtiendo en un rival del Depósito del Este; duró, salvo un intervalo de 1482 a 1506, hasta 1510. Un tercer aparato de seguridad, creado para contrarrestar los dos depósitos y el Jinyiwei, se denominó Depósito de la Sucursal interior (Neixingchang) y duró desde aproximadamente 1505, durante el reinado del emperador Zhengde, también hasta 1510. El Depósito de la Sucursal Interior se restableció brevemente en algún momento durante el largo reinado del Emperador Wanli.

## Jefes famosos del Depósito del Este
- Wang Zhen
- Liu Jin
- Feng Bao
- Wei Zhongxian